# الأمازيغ عرب عاربة (كتاب)
الأمازيغ عرب عاربة كتاب من تأليف الكاتب الجزائري عثمان سعدي يدعي فيه عروبة الأمازيغ. يرتكز على أكثر من ستين مرجعا، نصفها مراجع غربية. يرد على البربريين الذي يدعي انهم كونهم الاستعمار الجديد في الأكاديمية البربرية بفرنسا بهدف تأسيس الدولة البربرية، بسيادة الفرنسية المرتبطة بأوروبا وقطع المغرب العربي عن جناحه الشرقي وإلغاء خمسة عشر قرنا من الإسلام والعروبة. ويدعي في الكتاب بأنه لا وجود للغة أمازيغية، وإنما هناك آلاف اللهجات منحدرة من العربية القديمة (السامية). ويدعي الكتاب بأن البونقية، هي عربية قديمة (سامية)، كانت لغة الثقافة والدواوين بشمال أفريقيا قبل الفتح الإسلامي، ثم خلفتها بعد الفتح الإسلامي العربية الحديثة التي طورها الإسلام.
صدر الكتاب عام 1996 في الجزائر، وعام 1998 في ليبيا.